# Galeoscypha
Galeoscypha is een monotypisch geslacht van schimmels dat behoort tot de familie Pyronemataceae. De typesoort is Galeoscypha pileiformis.